# ستاره‌های دارچینی
ستاره‌های دارچینی نمایشنامه‌ای ایرانی به قلم نمایشنامه‌نویس نویسنده، مترجم، پژوهشگر و مقاله‌نویس ایرانی، رضا شیرمرز، درواقع اولین قسمت از سه‌گانه‌ای به همین نام. این نمایشنامه در مسابقهٔ نمایشنامه‌نویسی بیست و ششمین جشنواره بین‌المللی تئاتر فجر در سال ۱۳۸۶ برگزیده شد و در همان سال توسط انتشارات مرکز هنرهای نمایشی ایران منتشر شد. ستاره‌های دارچینی در سال ۱۳۸۶ تئاتر شهر توسط گروهی از بازیگران حرفه‌ای (طوفان مهردادیان، آیدا کیخایی، حافظ آهی، شهین علیزاده و...) نمایشنامه‌خوانی شد، اما وقتی نمایشنامه‌نویس سعی در کارگردانی آن را داشت، از اجرای عمومی منع شد. ناصح کامگاری به عنوان طراح صحنه و بازیگران حمیدرضا آذرنگ، آیدا کیخایی و... در مهیاسازی این اثر نقش به سزایی ایفا کردند.

## خلاصه
دانشمند برجسته‌ای به نام دکتر فرزاد به همراه یکی از دانشجویانش به نام سارا به این نتیجه می‌رسند که شیر وارداتی به ایران از منطقه چرنوبیل آلوده به اشعه رادیواکتیو است و این امر می‌تواند سلامتی مصرف‌کنندگان کودک و بزرگسال ایرانی را به خطر بیندازد. او نتیجه تحقیقاتش را در قالب مقاله‌ای منتشر می‌کند و آماج انتقام‌جویی‌های سیاسی و صنفی قرار می‌گیرد. مافیای دولتی واردات شیر نیز بر دانشمند مذکور می‌شورند و نه تنها او را خانه‌نشین می‌کنند بلکه خانواده و اطرافیان او را به شیوه‌های مختلف مورد هدف قرار می‌دهند. خانه‌اش را مصادره و حقوق بازنشستگی‌اش را قطع می‌کنند و... تا جایی که از شدت اضطراب بینایی‌اش را از دست می‌دهد. او و خانواده‌اش که همه چیز را از دست داده‌اندُ به هجرتی ناگزیر به نقطه‌ای دور و بنا گذاردن حیاتی نو می‌اندیشند...

## شخصیت‌ها
دکتر فرزاد: متخصص رشتهٔ رادیولوژی
منصوره:، همسر دکتر فرزاد
بردیا: برادر دکتر فرزاد، نمایشنامه نویس و بازیگر تئاتر
سارا: دانشجوی دکترا در رشتهٔ رادیولوژی
فلاح: مدیر فاسد و فاسق دولتی
آرمان: پسر دکتر فرزاد
کتایون
سایه
غیاثی
یدالله